# Papendrecht
Papendrecht és un municipi de la província d'Holanda del Sud, al sud dels Països Baixos. L'1 de gener del 2021 tenia 32.171 habitants repartits sobre una superfície de 10,77 km² (dels quals 1,29 km² corresponen a aigua). Limita al nord amb Hendrik-Ido-Ambacht, Alblasserdam i Graafstroom, a l'oest amb Zwijndrecht, a l'est amb Sliedrecht i al sud amb Dordrecht.
D'aquesta ciutat és el PKC (Papendrechtse Korfbal Club), el club de corfbol que ha guanyat més copes d'Europa d'aquest esport.

## Centres de població
- Westpolder
- Middenpolder
- De Kooij
- Molenpolder
- Oostpolder
- Molenvliet
- Kraaihoek
- Wilgendonk
- Het Eiland / Merwehoofd

## Ajuntament (2006)
- PvdA 6 regidors
- Papendrechts Algemeen belang (PAB) 4 regidors
- CDA 4 regidors
- VVD 3 regidors
- ChristenUnie 3 regidors
- GroenLinks 2 regidors
- SGP 1 regidor